# Amden
Amden je obec na východě Švýcarska v kantonu St. Gallen. Žije zde přibližně 1 800 obyvatel.

## Geografie
S rozlohou 43 km² patří Amden k větším obcím kantonu. Na 12,09 km² se rozkládají lesy. Nejvyšší bod Amdenu leží ve výšce 2101 m n. m. na hoře Leistchamm, nejnižší bod ve výšce 421 m u jezera Walensee.
Obec Amden se skládá ze čtyř částí: samotná obec Amden (900 m n. m.), Arvenbüel (1250 m n. m.), Fli nebo Fly (430 m n. m.) na břehu jezera Walensee a Betlis (430 m n. m.) s částmi Ober- a Unterbetlis.

## Historie

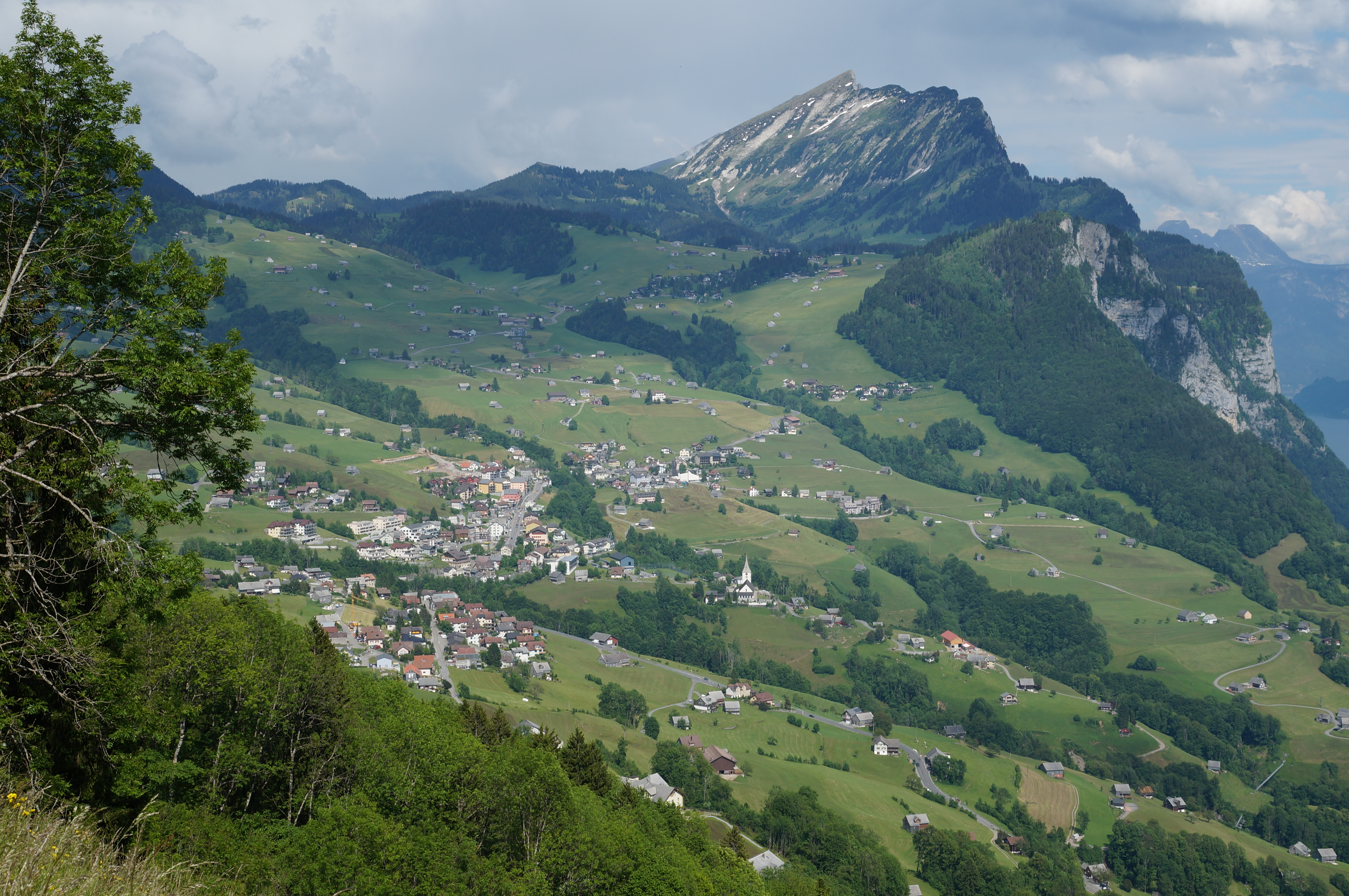
Celkový pohled

Nejstarší zmínky o názvu místa pocházejí z let 1178 a 1230 a zní in Andimo monte („na hoře Amden“) nebo Andimin, kolem roku 1300 je doložen Andmen a následně Andmon, Andemon. Z toho se vyvinuly varianty Ambden v roce 1436, Amma v roce 1543 a Ammon v roce 1784; moderní Amden se poprvé objevuje v roce 1807. Původ místního jména je nejasný. Jedinou hypotézou je výklad jako předpona and-, ande-, ando- + apelativum dunum, a tedy původní význam „u velké tvrze“.
Osídlení Amdenu rétorománským lidem nelze s jistotou prokázat, existují pouze indicie. Názvy polí mohou být odvozeny od rétorománských slov, například: Furggeln (furca, rozcestí), Tschingel (cingulum, vyčnívající skalní pásmo) nebo Gulmen (cuolm, hora).
Důkazem římského osídlení jsou zříceniny hradu Strahlegg v Betlisu, který byl postaven pro vojenské účely v 1. století př. n. l. Po pádu Římské říše se panovníci v rychlém sledu střídali. Po Ostrogótech, Francích a Švábech připadl Amden a oblast Walensee hrabatům z Lenzburgu a Kyburgu. Rozsáhlá území získal také klášter Schänis. Amden je poprvé zmiňován v bule z roku 1178, která se dochovala v pozdějším opisu, v níž papež potvrzuje klášterní majetek in Andimo monte.
Když se Toggenburkové dostali k pozemkům u jezera Walensee, vypukl spor mezi obyvateli Curychu, Schwyzu a Glarusu. Curych by si rád nárokoval důležitou tranzitní oblast pro sebe, zatímco Glarus a Schwyz viděly práva na své straně. V roce 1438 byl celý okres Gaster zastaven Glarusu a Schwyzu za 3000 guldenů. Zástava nebyla nikdy dodržena, a tak Amden zůstal až do roku 1798 poddanským územím konfederace. Francouzská revoluce znamenala, že Amden byl zbaven svého poddanského statusu. Amden byl nejprve přiřazen ke kantonu Linth, poté ke kantonu Glarus a nakonec v roce 1815 ke kantonu St. Gallen.
V roce 1817 došlo v Amdenu k velkému hladomoru, který vedl k prudkému poklesu počtu obyvatel, protože mnoho lidí emigrovalo. V roce 1829 vyhořela osada Hofstetten a v roce 1874 další požár zničil vesnici Unterbach. Tkalcovská továrna v Sittli byla postavena v roce 1908. Tkalcovství hedvábí, které vznikalo od poloviny 19. století, poskytovalo práci asi 300 ženám.
V roce 1924 nechal curyšský obchodník s vínem Friedrich Gentner-Aichroth otevřít lázeňský hotel Villa des Alpes, který však v roce 1936 zkrachoval.

## Obyvatelstvo

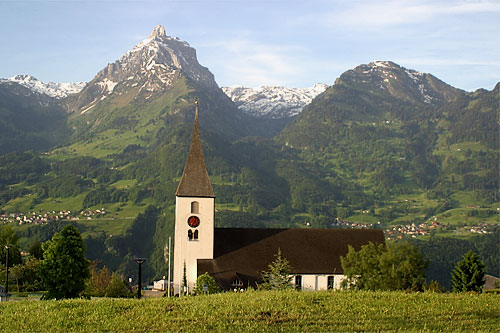
Katolický kostel sv. Havla

| Rok            | 1834 | 1850 | 1900 | 1950 | 2000 | 2010 |
| Počet obyvatel | 1644 | 1524 | 1229 | 1372 | 1593 | 1664 |

## Hospodářství
Pracovní místa jsou v zemědělství, pohostinství, stavebnictví a v různých odvětvích služeb.

## Doprava
Silnice do Weesenu byla otevřena v roce 1882. O deset let později jezdil dvakrát denně dostavník, a to až do roku 1918, kdy dopravu převzala obec. Zakoupila dva staré vojenské nákladní automobily a přestavěla je na sedmnáctimístné autobusy. Byla založena společnost Autobetrieb Weesen–Amden. Společnost, která významně přispěla k rozvoji rekreačního střediska, přinesla obci práci a příjmy. V roce 1950 byla postavena garáž a dílna. Společnost kromě autobusové dopravy (asi 200 000 cestujících ročně) organizuje výlety, provozuje nákladní automobilovou a taxislužbu a v zimě odklízí sníh.